# Unione Civica (Argentina)
L'Unione Civica (Unión Cívica in spagnolo) fu un partito politico argentino sorto il 13 aprile 1890 dall'Unione Civica della Gioventù. In quello stesso anno guidò la Rivoluzione del Parco che costrinse alle dimissioni il presidente Miguel Juárez Celman ma poco dopo si sciolse in due nuovi soggetti politici, l'Unione Civica Radicale e l'Unione Civica Nazionale, ciascuno dei quali faceva riferimento a due tra i principali leader dell'Unione Civica, Leandro N. Alem e Bartolomé Mitre.
Dal 1880 il potere politico in Argentina era concentrato nelle mani dell'élite conservatrice del Partito Autonomista Nazionale (PAN) che controllava l'accesso alle candidature e il risultato delle elezioni mediante brogli. Per questo motivo, emerse l'Unione Civica, che si propose di rigenerare la vita politica promuovendo la partecipazione dei cittadini nello spazio pubblico ed esigendo il rispetto della costituzione e delle libertà politiche.

## Storia
Il 13 aprile 1890, i sostenitori dell'Unione Civica della Gioventù fondarono l'Unione Civica in una cerimonia presso il Frontón di Buenos Aires. Leandro N. Alem ne fu eletto presidente. Gli esponenti più noti del nuovo partito, come Francisco A. Barroetaveña, José Manuel Estrada, Pedro Goyena, Aristóbulo del Valle, Bernardo de Irigoyen, Juan B. Justo, Lisandro de la Torre, José Félix Uriburu e l'influente ex presidente e generale Bartolomé Mitre provenivano dalle aree più differenti del vasto fronte anti-governativo.
Lo stesso anno, i sostenitori dell'Unione Civica, guidati da Leandro N. Alem e Bartolomé Mitre, fecero scoppiare la Rivoluzione del Parco, una rivolta armata che fece cadere il presidente Juárez Celman, rimpiazzato dal suo vice Carlos Pellegrini.
L'Unione Civica annunciò la candidatura alla presidenza e alla vicepresidenza della Repubblica del duo Bartolomé Mitre-Bernardo de Irigoyen. Tuttavia, Julio Argentino Roca, leader indiscusso del Partito Autonomista Nazionale, raggiunse un accordo d'unità nazionale con Mitre che gli garantiva la vicepresidenza. Dopo aver saputo del patto il 16 aprile 1891, Alem si oppose con forza, spaccando l'Unione Civica e costringendo Mitre ad abbandonare la sua candidatura.
Il 26 giugno successivo, i sostenitori di Alem fondarono formalmente l'Unione Civica Radicale. In risposta, i seguaci di Mitre formarono l'Unione Civica Nazionale. I membri di quest'ultima divennero noti come i civici, mentre quelli della prima divennero noti come i radicali.